# Берит

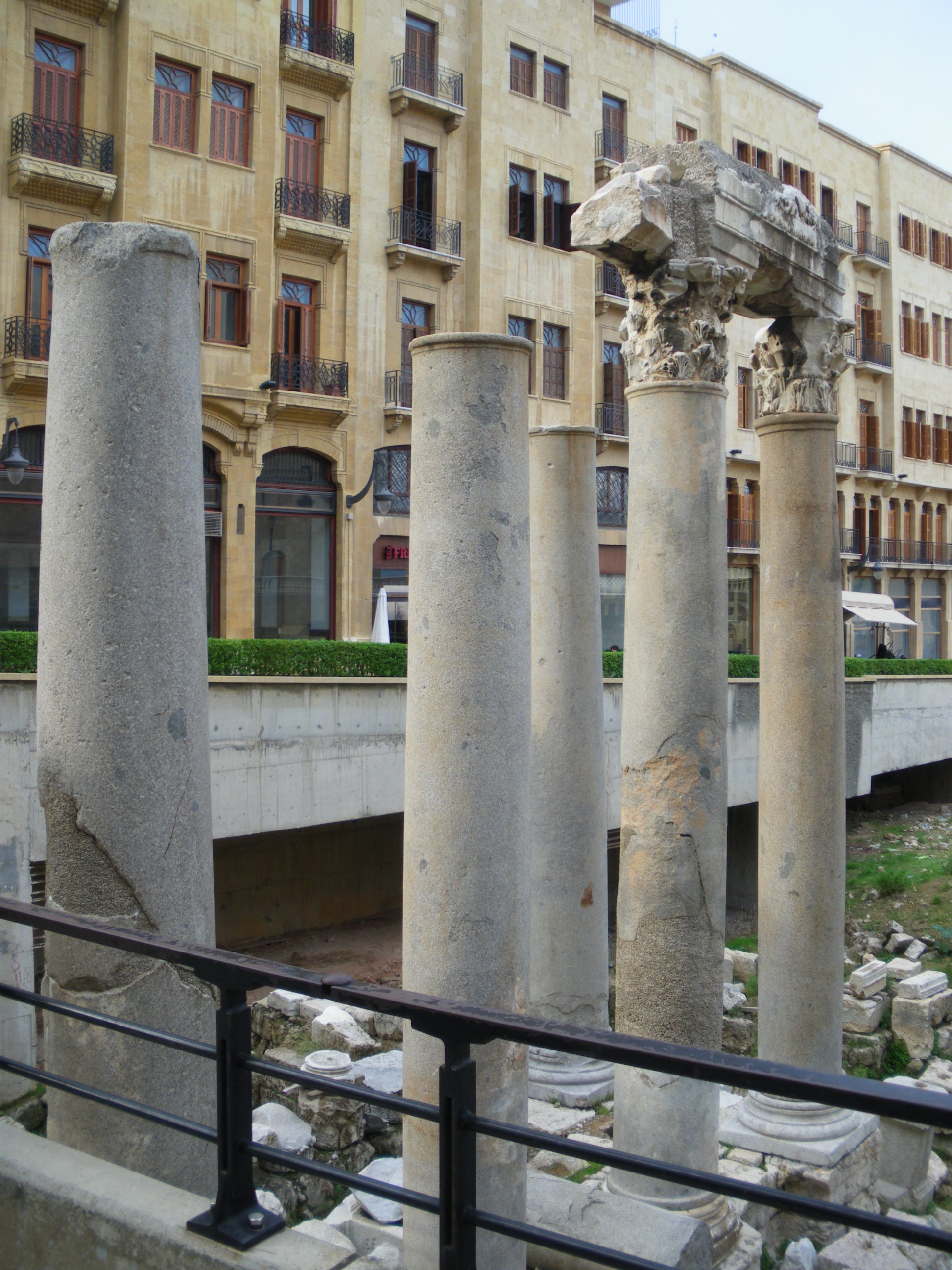
Римские руины

Берит (финик. Biruta, др.-греч. Βηρυτός, лат. Berytus) или финикийская Лаодикия (др.-греч. Λαοδίκεια ἡ ἐν Φοινίκῃ) — город в древнем Ливане, ныне Бейрут.
Берит был одной из столиц государства Селевкидов. Купцы из Берита были упомянуты около 110—109 годов до н. э. Берит был завоёван римлянами в 64 году до н. э.